# Wyspa Sobieszewska
A Sobieszewska-sziget (lengyelül Wyspa Sobieszewska, németül Bohnsacker Insel) Lengyelország legnagyobb szigete, az ország északi részén, a Visztula-deltában, a Pomerániai vajdaság területén. Egy legenda szerint nevét a 17. században uralkodó III. János (Jan Sobieski) felesége után kapta, a királyné Marysieńska Sobieska ugyanis sokszor felkereste a vidéket. Ma a sziget népszerű turisztikai célpont a természetbarát és aktív kikapcsolódást keresők számára. A szigetet vitorlázók, kenusok, horgászok, kerékpárosok, túrázók látogatják. Közigazgatásilag Gdańsknak a része.

## Földrajz
A Sobieszewska-szigetet északról a Balti-tenger, délről a Martła-Wisła (Holt Visztula), nyugatról a Śmiałą-Visztula, keletről pedig a Visztula határolja. A legszélesebb pontján a sziget mintegy 10 km szélességű, hossza pedig 6 km. A sziget összterülete 35 km².
Délre a szigeten kopár síkságok, míg északon homokdűnékkel tarkított tengerpart terül el. A legmagasabb csúcsa a Góra Mew (Mew-hegy), melynek csúcsa 32 m-rel emelkedik a tenger fölé. A sziget éghajlata a nyári időszakban kellemes, a tengervíz hőmérséklete akár a 20 °C-ot is elérheti.

### Kialakulása
Az alig több mint 100 éves sziget kialakulásában a természet és az ember is egyaránt jelentős szerepet játszott. A fennmaradt 14. századi feljegyzésekből, és térképekből kiderül, hogy az ekkor még deltatorkolatú Visztula két fő ágra bomlott (számos másik ág mellett) a mai Piekło magasságában. A keleti ág volt az úgy nevezett Nogat (Elblągi Visztula), a kisebb ág pedig Gdański-Visztula volt, melyek folyamatosan töltötték fel a Visztula-lagúnát. A Visztula-lagúna feltöltésében a kor embere is részt vett, először kisebb csatornák építésével, majd a terület teljes lecsapolásával a 18. században. E lecsapolások eredményeként alakult ki a Holland-mélyföldhöz hasonló Zuławy-mélyföld. A Gdański-Visztula bal partján a Zuławy-mélyföld, jobb partján a tengerparti turzások által alkotott földnyelv, a Visztula-turzás volt megtalálható. A területfejlődésében fordulópontot jelentett 1840. A Gdański-Visztulán egy jégár alakult ki, mely Płoniától keletre feltorlódott és teljes egészében lezárta a folyót. A víztömegek egy éles kanyart leírva észak felé találtak utat maguknak a Balti-tenger felé. Így jött létre a Śmiałą-Visztula, a Wincentego Pola által 1842-ben Bátor-Visztulának keresztelt folyóág, amely ma nyugatról határolja az ekkor még Sobieszewska-félszigetet. A szigetté válás utolsó lépését 1895 jelentette, amikor II. Vilmos német császár elrendelte egy csatorna kiásását a Balti-tenger felé Swibno és Mikoszewo között, annak érdekében hogy megszüntesse a Zuławy-mélyföldet folyamatosan fenyegető áradásokat. A Visztula átvágásként elhíresült munkálatokat 1889-ben kezdték el, és cirka 6 év alatt, 1895-re be is fejezték. A munkálatok részeként a korábbi medret lerekesztették, s e mesterségesen kialakított meder vált a Visztula torkolatává.

### Természetvédelem
A szigeten több mint 300 madárfaj képviselőit lehet felfedezni. Fontos pihenőhelye a vándorló madaraknak, de sok madárfaj itt telel ki. A terület ökológiai fontosságát jelzi, hogy a szigeten két madárvédelmi területet is kialakítottak. A Ptasi Raj (Madár Paradicsom) és Mewia Łacha (Sirály-mocsár) madárvédelmi területek 150 illetve 200 ha-nyi területet helyeznek fokozott védelem alá. A Ptasi Raj vagy Madár Paradicsom területén 2003 óta működik tanösvény, melynek részét képezi a helyre állított gátfal, a Groble, ami az ide látogató turisták egyik legkedveltebb útvonala.
A Sobieszewska Természetvédelmi Terület magába foglalja a sziget északi, tengerparti sávját, vagyis a teljes part menti erdőket és turzásokat is. A sziget déli fele a Zuławy-mélyföld Természetvédelmi Terület részét képezi.

### Klíma
A sziget klímája lényegesen különbözik a tágabb környezetétől. Magasabb a levegő pára tartalma, illetve a talajnedvesség-tartalom is átlagot meghaladó értékű (a felszínhez közeli a talajvízszint, sok a mocsaras térszín, s a tenger víz is benyomul a sziget alá). A sziget csapadék mennyisége alacsonyabb a környékénél, a levegő pára tartalma a környező magasabb térszínek mentén hullik le. A szigeten évente 450–550 mm csapadék hullik, míg a közeli, magasabban fekvő, dombokkal tarkított Mazuri-tóvidéken ez 650 mm, de akár 700 mm is lehet.

## Történelem
A sziget első lakosai az újkőkorban (i. e. 2000–1700) érkeztek meg. A hagyományos halászó-vadászó életmódot folytató csoportok az úgy nevezett rzucewo-kultúrához tartoztak. Később a 14-15. század folyamán létesült az első állandó település, Bohnsack, amely a már jelentős regionális központként funkcionáló Gdańsk és Königsberg közötti kereskedelmi útvonal mentén létesült.
Sobieszewska-sziget több ízben is gazdát cserélt. A közeli Gdańsk birtoklása számos rivalizáló államhatalomnak az érdekében állt. Lengyelország 997-ben történt megalapításától 1308-ig a lengyel trón birtokában volt, míg át nem került a teuton lovagokhoz. Az 1466-ban aláírt második toruńi béke értelmében Gdańsk és környéke ismét Lengyelország részévé vált. Lengyelország három lépésben történő felosztása révén 1773-ban Gdańsk és a Sobieszewska-sziget Poroszország részévé vált. A porosz jelenlét épp, hogy csak megszilárdult, amikor a napóleoni háborúk megkezdődtek. Napóleon seregei Oroszország felé vonulva a stratégiai fontosságú Gdańsk városát is ostrom alá helyezték. A város 1807 május 24-én kapitulált. Napóleon egy kvázi független kormányzóságot hozott itt létre 1807. szeptember 9-én. A rövid életű köztársaság Danzigi Köztársaság, vagy Első Danzig Szabadvárosként vonult be történelembe. Napóleon waterlooi veresége után a környék ismét a poroszoké lett. A poroszok uralma az első világháborúval ért véget, amikor is az 1919-ben aláírt versailles-i békeszerződés értelmében a németek elismerték Danzig Szabad Várost Németországtól és Lengyelországtól egyaránt független, a Népszövetség felügyelete alatt álló köztársaságnak. Danzigban 1933-ban már az NSDAP vette át az uralmat, s az felszámolta a demokratikus ellenzéket. A várost a német csapatok 1939. szeptember 1-én szállták meg, ami azóta is a második világháború kitörésének napja. Az első lövések színhelye a Balti-tenger partján fekvő Westerplattén történt. Danzig hivatalosan ez év szeptember másodikától a Harmadik Birodalom részévé vált. A szovjet hadsereg 1945. március 30-án szabadította fel a német uralom alól a várost, majd a jaltai konferencia értelmében még 1945-ben Lengyelország részévé vált.
A Sobieszewska-sziget 1973-ban teljes egészében Gdańsk közigazgatása alá került.

## Turizmus
A sziget közel 500 növényfajnak és 300 állatfajnak nyújt menedéket, kiemelkedően fontos a madárvilága. A sziget otthont ad az Uniwersytet Gdański biológiai állomásnak illetve a nemzeti park madármegfigyelő központjának.

#### Legfőbb látnivalók
- Forsterówka – Albert Forster SS-tiszt villája (a második világháború alatt itt döntöttek számos a térség életét meghatározó kérdésről, többek között itt került sor stutthofi koncentrációs tábor létrehozatalának megvitatására; a háború előtt pedig SS kiképző táborként működött)
- Turistautak – közel 10 kilométernyi gyalogosoknak, illetve 20 km hosszú Wincentego Pola nevet viselő biciklis útvonal
- Folwark - hagyományos farm
- Mennonita emlékmű a 18. századból
- Przegalina vízáteresztő – a Visztula és a Martła-Visztula közötti kapocs
- Górki wschodnie - hidroplán kikötő
- Wincenty Pol – lengyel költő emlékcsarnoka
- Groble

## Közlekedés
A sziget Gdańsk felől az 501-es számú úttal közelíthető meg a sobieszewski hídon keresztül. Sok éve tervezik egy híd építését Sobieszewonál, hogy a jelenlegi rossz állapotban lévő ponton hidat felváltsa. Emellett Swibno és Mikoszewo között a nyári szezonban komp is üzemel a Visztulán.

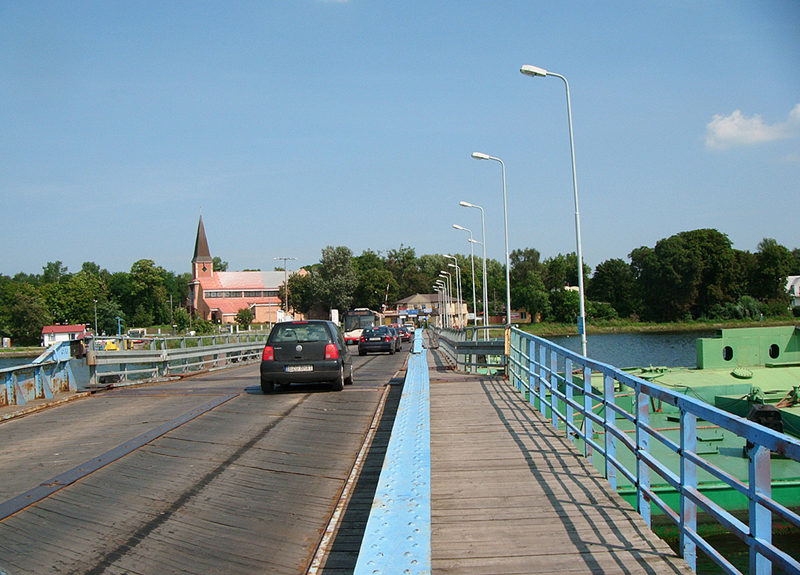
Pontonhíd Sobieszewonál
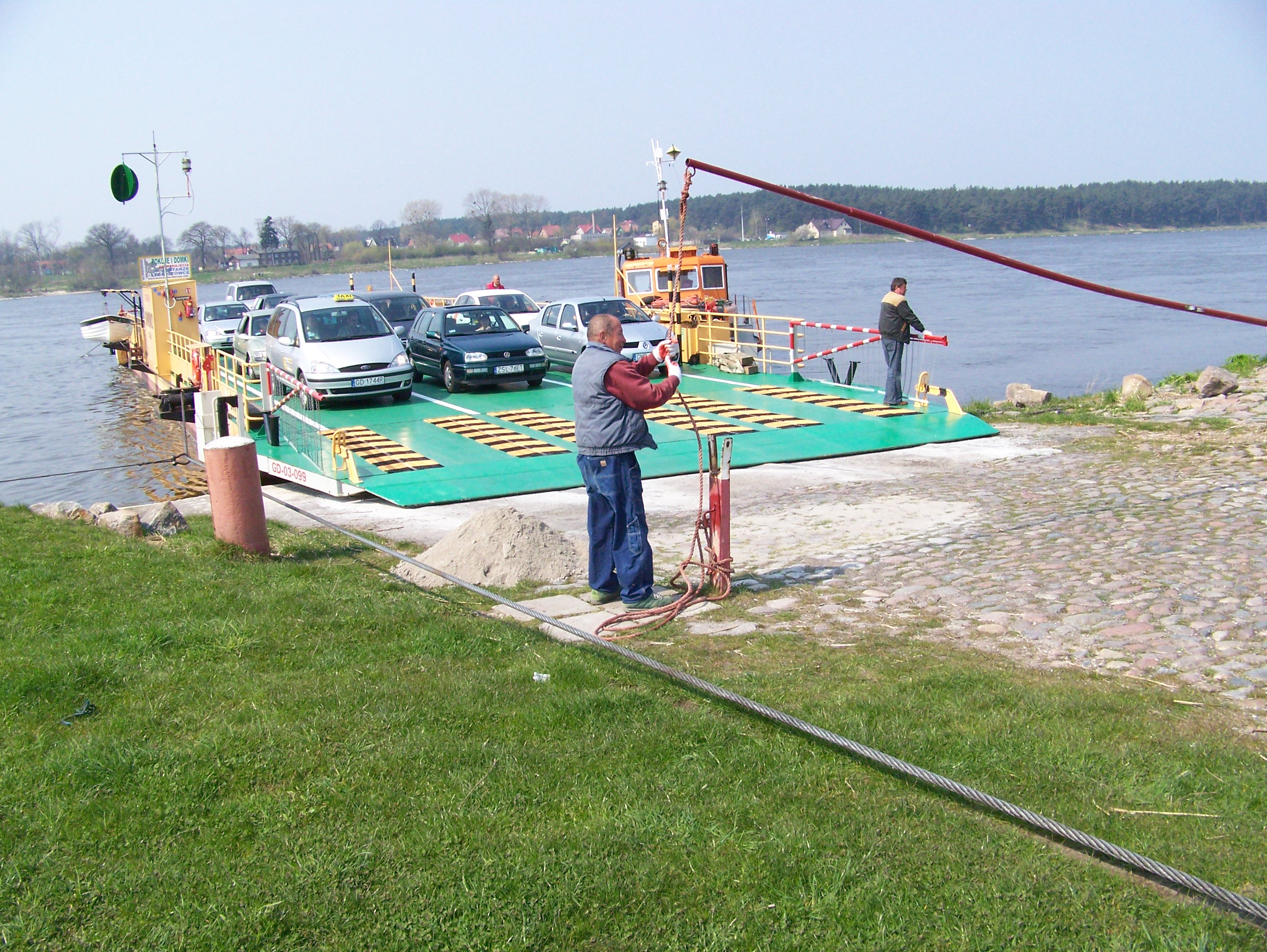
Komp Swibno és Mikoszewo között

A sziget állandó helyi járatos busz összeköttetéssel rendelkezik Gdańskkal.

## Települések
- Górki Wschodnie
- Komary
- Orle
- Przegalina
- Sobieszewko
- Sobieszewo
- Sobieszewska Pastwa
- Świbno
- Wieniec

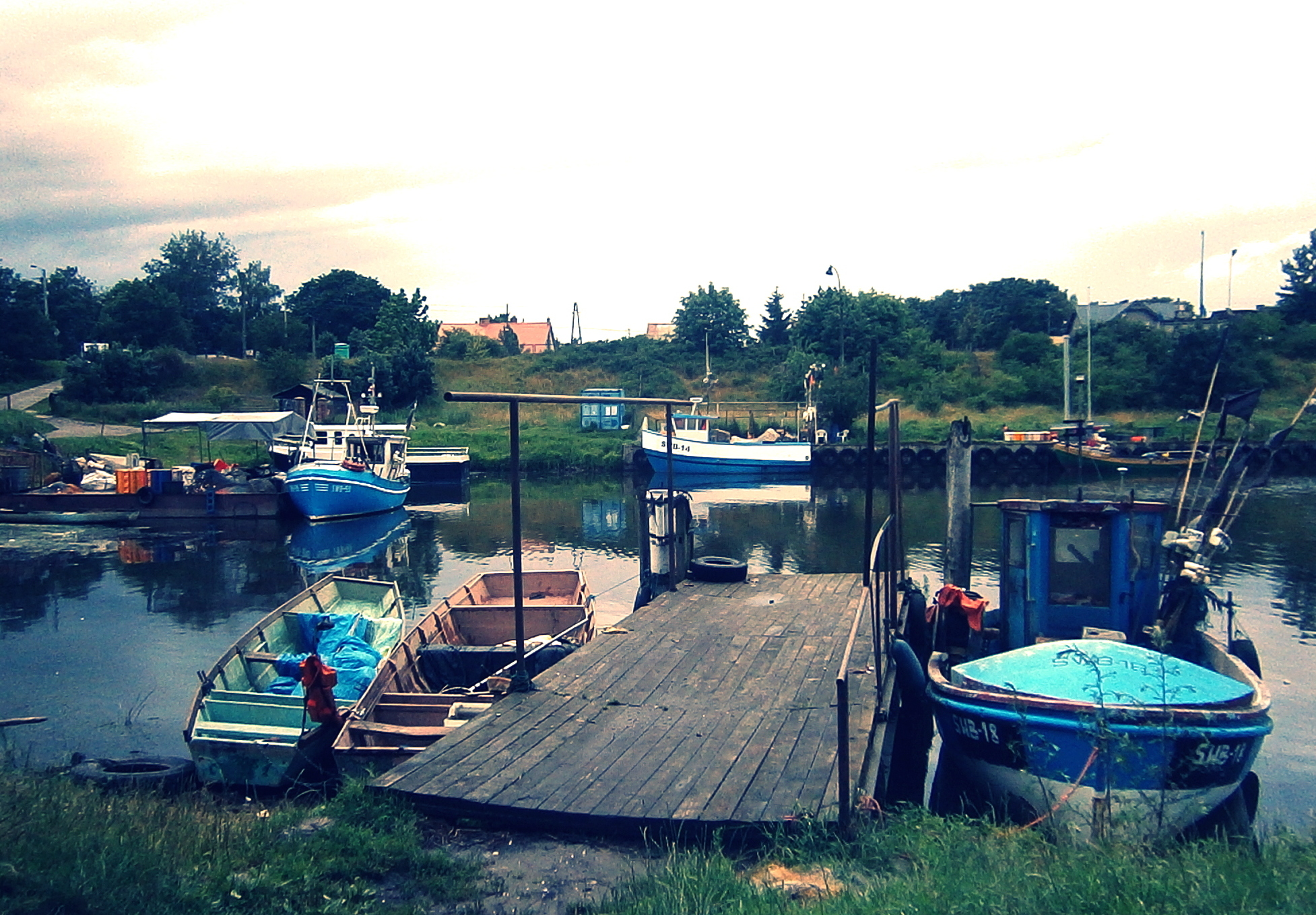
Halászkikitő Świnbonál
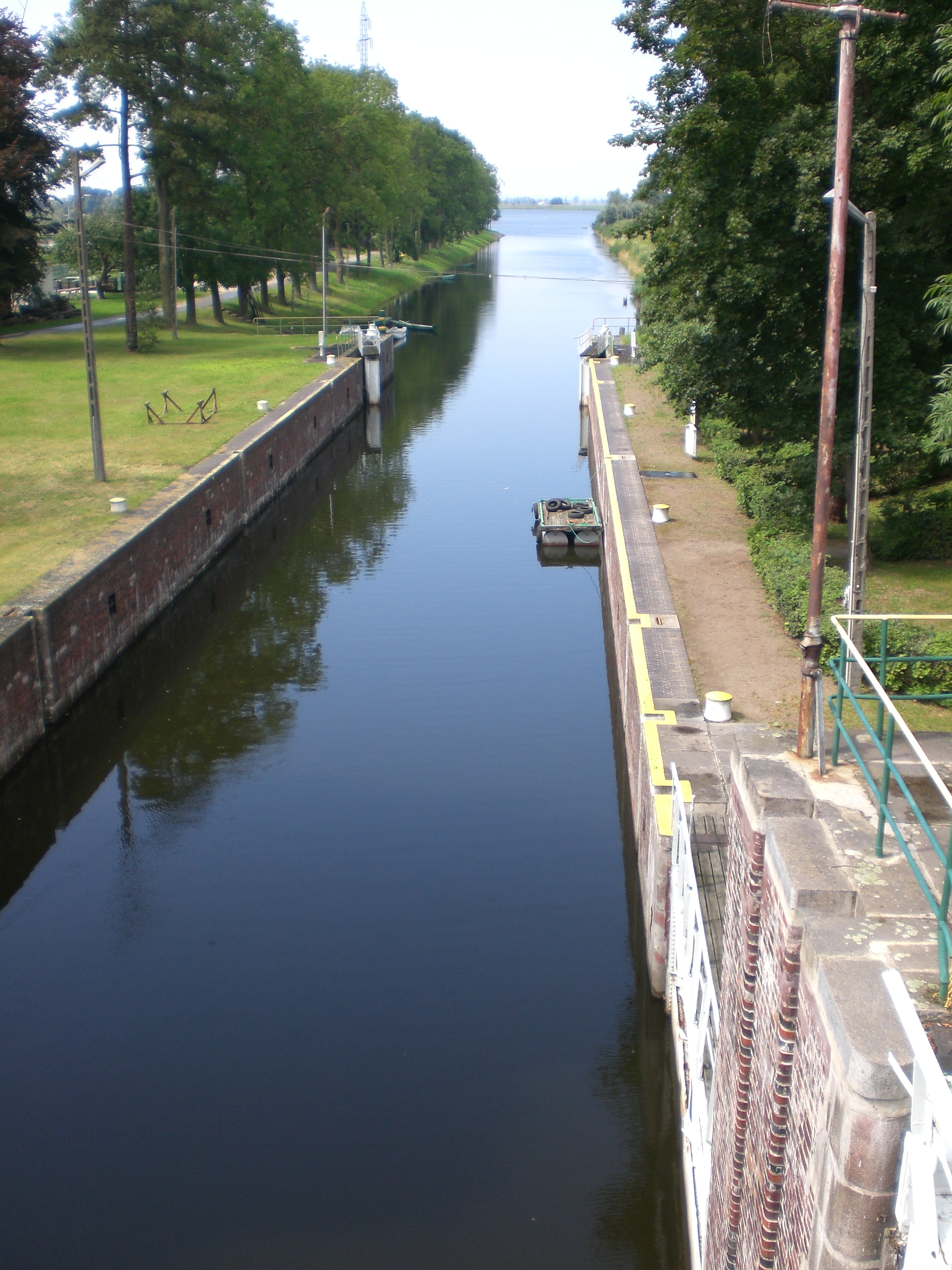
Zsilip
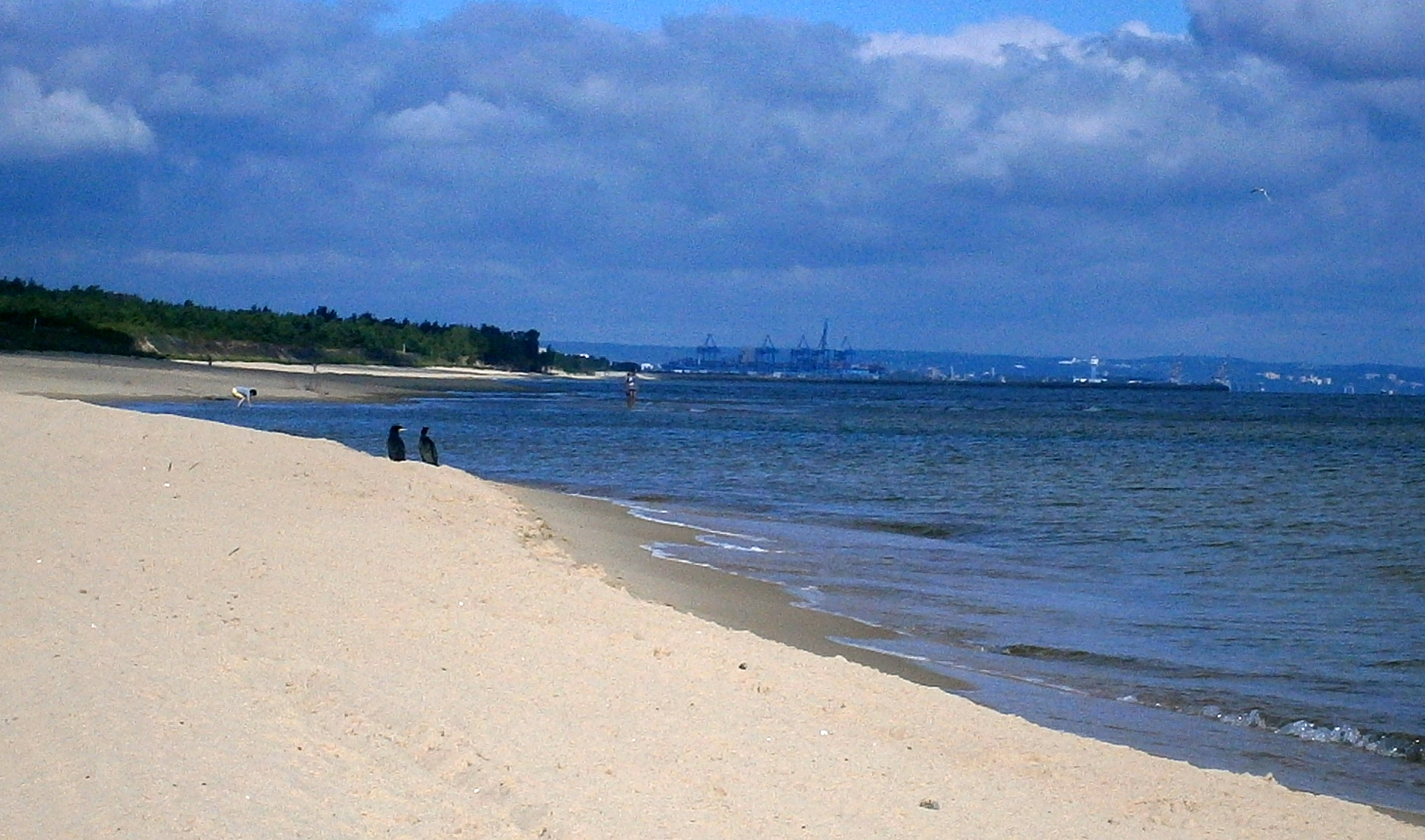
Tengerpart Wysba Sobieszewskán
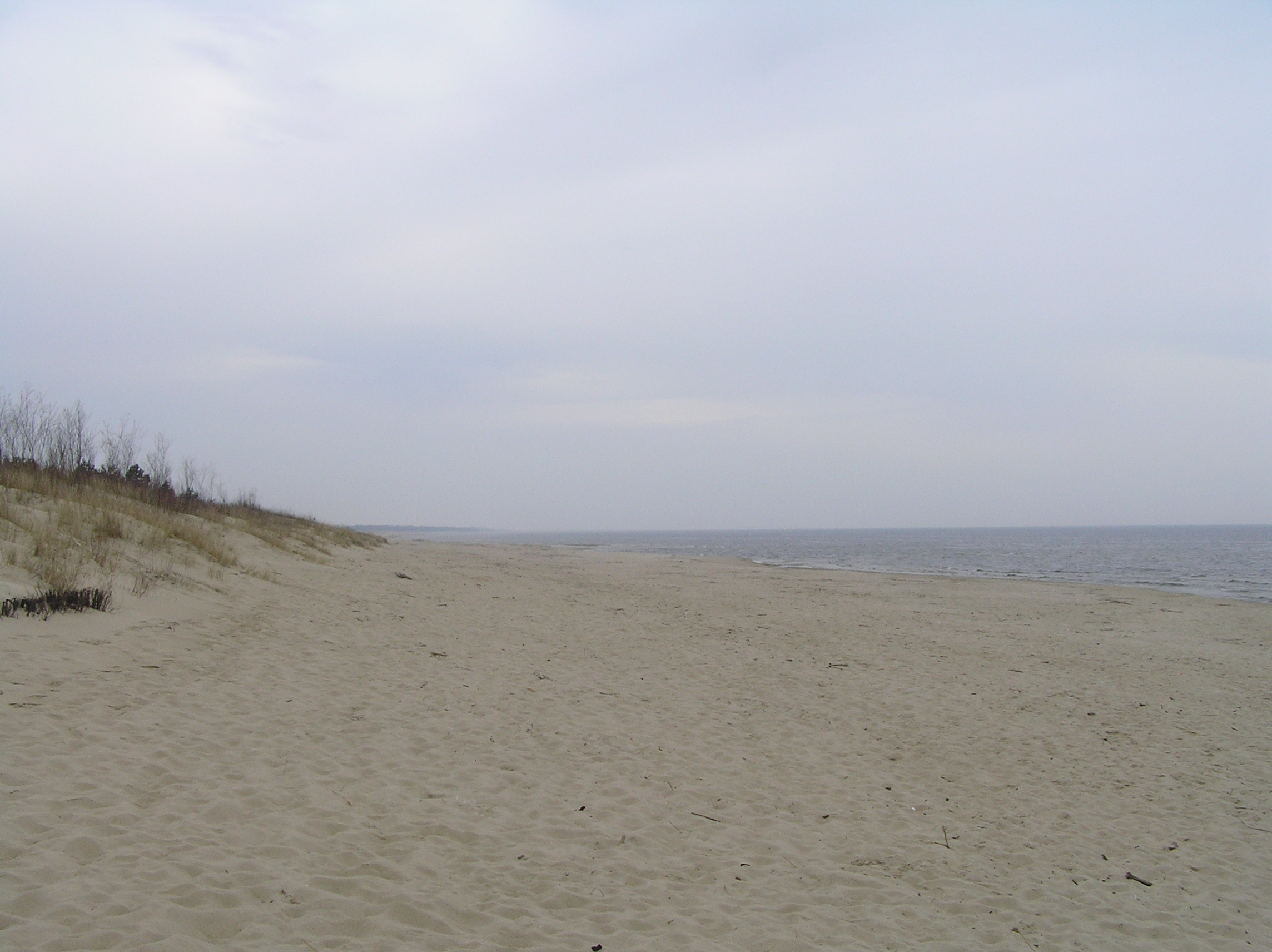
Tengerpart

## Fordítás
- Ez a szócikk részben vagy egészben  a   Wyspa sobieszewska című lengyel Wikipédia-szócikk fordításán alapul.  Az eredeti cikk szerkesztőit annak laptörténete sorolja fel. Ez a jelzés csupán a megfogalmazás eredetét és a szerzői jogokat jelzi, nem szolgál a cikkben szereplő információk forrásmegjelöléseként.
- Ez a szócikk részben vagy egészben  a   Sobieszewo Island című német Wikipédia-szócikk fordításán alapul.  Az eredeti cikk szerkesztőit annak laptörténete sorolja fel. Ez a jelzés csupán a megfogalmazás eredetét és a szerzői jogokat jelzi, nem szolgál a cikkben szereplő információk forrásmegjelöléseként.